# 小坂誠
小坂 誠（こさか まこと、1973年7月2日 - ）は、宮城県亘理郡山元町出身の元プロ野球選手（内野手）、コーチ。右投左打。

## 経歴

### プロ入り前
少年野球時代はチームの後輩に小野淳一。山元町立山下中学校卒業。宮城県柴田高等学校では甲子園出場はなく、高校卒業後は社会人野球のJR東日本東北硬式野球部に5年間在籍。
1995年には都市対抗野球にチーム53年ぶりの出場、翌年も連続出場して1番を打った。ヤクルトスワローズのスカウトを務めていた佐藤孝夫（白石市出身で仙台鉄道管理局から国鉄スワローズに入団）がその才能を見出して獲得するよう推薦したが、低身長を理由に却下された。小坂をあきらめきれない佐藤は千葉ロッテマリーンズのGM広岡達朗（元ヤクルト監督）に「ヤクルトは取らないけれど、背は低いが俊足で守備範囲の広い遊撃手なんだ」と推薦し、実際に小坂を調査した広岡は即座に獲得を決意。1996年度のドラフト会議で5位指名された。背番号は00。

### ロッテ時代
1997年（1年目）の開幕から遊撃手のレギュラーを獲得。3・4月の月間MVPを獲得し、シーズン全試合出場を果たすなど活躍を見せて新人王に選ばれる。盗塁王のタイトルは松井稼頭央が獲得したが、この年に記録した56盗塁はそれまでの新人最多記録である佐藤孝夫の45盗塁を大きく上回る記録であり、現在も破られていない。
1998年から背番号を1に変更。松井稼頭央と並んで43盗塁で盗塁王に輝き（故意のボーク疑惑による盗塁阻止問題も発生。詳しくはそちらの項を参照）、プロ野球史上初の「40盗塁・40犠打」も達成した。
1999年は31盗塁を記録したが、松井稼頭央に1個及ばず盗塁王を逃した。同年は打率.280、出塁率.358を記録してゴールデングラブ賞も初受賞し、以後2001年まで受賞し続ける。1998年に続き2年連続でリーグ最多犠打も記録した。
2000年は33盗塁で自身2度目となる盗塁王を獲得。
2001年には木塚忠助以来プロ野球史上2人目となる新人から5年連続30盗塁を記録し、打撃では打率.262、出塁率.350と復調した。
2002年は開幕早々に右足を骨折し長期離脱。新人から連続30盗塁と連続100安打の記録が5年で止まるが、通算4度目となるリーグ最多三塁打を記録した。
2003年には通算50三塁打を達成し、2年ぶりに100安打以上を記録した。
2004年は腰痛などの故障が長く続き、出場試合数が大幅に減少した。この年からボビー・バレンタイン新監督の統計スタッフの分析により「ゴロヒットよりフライヒットが多い」との指摘を受け、転がす打撃から外野へ飛ばす打撃にスタイルを変える。シーズン途中から眼鏡を使い始め、2007年からコンタクトレンズを試みた時期もあったが、その後、眼鏡とチューインガムがトレードマークとして定着した。
2005年1月1日に結婚。4月22日、通算1000試合出場（401人目）を地元宮城県のフルキャストスタジアム宮城で達成。6月5日、通算250盗塁を達成。以後、西岡剛、堀幸一らと共に二遊間を3人でローテーションするという独特のシステムの下（出場の試合は全て遊撃手）で活躍し、打率.283、出塁率.353、自己最高となる4本塁打を記録。チームの31年ぶりのリーグ優勝と日本一に貢献した。通算4度目となるゴールデングラブ賞も受賞した。

### 巨人時代

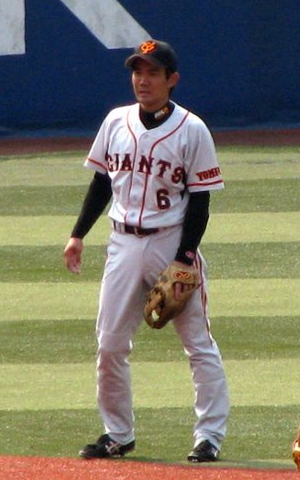
巨人時代
（2008年9月13日、横浜スタジアムにて）

2005年12月21日に金銭トレードで読売ジャイアンツへ移籍。背番号は2。
2006年の巨人は遊撃手・二岡智宏、二塁手・仁志敏久がいたが、小坂は開幕二塁手のスタメンを勝ち取り、この年はほとんど二塁手として起用された。同年4月15日の対横浜ベイスターズ5回戦（横浜）で、通算1000安打を達成したものの、打率1割台と極度の不振となり、シーズン終了後には大幅減俸を受け入れ、10月には若手と共にフェニックスリーグに参加した。10月27日に、シーズン中に取得したFA権を行使せずに巨人に残留することを表明した。
2007年から背番号を6に変更。3月30日、セ・リーグ開幕戦の対横浜戦（横浜）で史上10人目の通算250犠打を達成。翌年初頭に、越年で契約を更改。肩の故障の経過を見たうえでの契約となった。出場機会は減少し、1シーズンを通した安打数はわずか3本となった。
2008年はそれまで2004年に一度しか守ったことがなかった三塁を守ることがあった（ベンチ裏で味方選手が素振りしていたバットが三塁を守っていた今江敏晃の頭部に当たるアクシデントがあったため）が、出場試合数は13試合に減少した。

### 楽天時代
2008年11月11日、金銭トレードで東北楽天ゴールデンイーグルスへ移籍することが発表された。背番号は32。巨人からは二軍コーチへの就任を打診されていたが、現役にこだわりたいとの思いから自分で移籍を願い出たという。11月15日に入団記者会見を行った。新たに作られた応援歌には「宮城の星」という節が入るなど地元ファンからの期待は大きかったが、シーズン当初は巨人時代と同じく代走や守備固めで起用されることがほとんどだった。5月に内野のレギュラーであった渡辺直人・高須洋介が相次いで故障すると、次第にスタメンでも起用されるようになる。5月3日の対オリックス戦では、8回一死二・三塁の場面で三塁走者・草野大輔の代走として出場すると、中村紀洋の二塁ゴロの間に内野の前進守備をかいくぐる好走塁で決勝点のホームを踏み、初となる地元でのお立ち台に登った。5月25日の対横浜戦（横浜）では、トム・マストニーから4年ぶりとなる本塁打を打った。また、8月16日の対ロッテ戦では、延長12回一死満塁の場面で荻野忠寛からルーキーイヤー以来12年ぶりとなるサヨナラ安打を打った。
2010年は椎間板ヘルニアの影響もあり、10月1日に球団から戦力外通告を受け、翌2日に現役引退を表明した。

### コーチ時代
2011年、楽天の育成コーチ（野手担当）に就任。5月15日、二軍内野守備走塁コーチへと配置転換となった。2012年は育成コーチ（野手担当）に復帰予定だったが、後任の種田仁が1月に退団したため、引き続き二軍内野守備走塁コーチを務めた。
2013年11月5日、辞任を申し入れ退団した。
2014年からは北海道日本ハムファイターズの二軍内野守備コーチを務め、2016年限りで退団した。
2017年からは、読売ジャイアンツで二軍内野守備走塁コーチを務め、同年限りで退団した。
2018年、二軍内野守備・走塁コーチとして13年ぶりにロッテへ復帰した。5月10日には、鳥越裕介ヘッドコーチ兼一軍内野守備・走塁コーチがヘッドコーチに専念するため、一軍内野守備・走塁コーチに配置転換された。
2019年は、再び二軍内野守備走塁コーチへ配置転換されると、2020年は育成コーチ兼走塁コーチを、2021年は、育成守備・走塁コーチを、2022年は、二軍打撃兼内野守備兼走塁コーチを務め、2023年は再び一軍内野守備兼走塁コーチを担当。しかし、腰椎急性期圧迫骨折などの影響でコーチ業務が困難となったため、同年オフの11月29日、守備コーディネーターに配置転換となることが発表された。

## 選手としての特徴
その超人的な守備力から「平成の牛若丸」、「小坂ゾーン」などと称された。当時、小坂と同一リーグに所属していた城島健司は「小坂さんがいると、毎試合ヒットを1本損する」と語っている。ゴールデングラブ賞は遊撃手として4度受賞している。
ロッテに入団して以来、一軍では2004年に一度だけ三塁手を守った（攻撃中にベンチ裏で味方選手の素振りしていたバットが、三塁を守っていた今江敏晃の頭部に当たるというアクシデントがあったため）以外は9年間、遊撃手のレギュラーを守り続けた。オールスターでは二塁手も経験しているが、移籍時に一部スポーツ紙で「2005年に二塁を守った」という記事が掲載されたのは誤りである。巨人に移籍後は、二塁・三塁守備を習得して「内野守備・走塁のスペシャリスト」（2006年前半は仁志の打撃不振から事実上の正二塁手として起用された）として期待され、3ポジションで持ち前の守備力を発揮したが、打撃不振や故障により実力を十分に発揮することが出来なかった。楽天では本職である遊撃手（主に相手の先発投手が右投げであった場合）の他にも、細かい怪我の多い高須洋介の守備負担を減らすために二塁手を務めることもあった。

### セイバーメトリクスの見地から
RCAAは100以上のマイナスを記録している一方、守備得点は200を超えており、合計ではプラスとなっている。
守備Win Sharesではロッテの遊撃手としては歴代1位の数値を記録（2010年終了時点）。
レンジファクターは遊撃手として1997年から7年連続で両リーグ1位を記録しており、うち1998年から2003年までは6年連続で数値が5を超えている。

## 詳細情報

### 年度別打撃成績
| 年 度      | 球 団      | 試 合 | 打 席 | 打 数 | 得 点 | 安 打 | 二 塁 打 | 三 塁 打 | 本 塁 打 | 塁 打 | 打 点 | 盗 塁 | 盗 塁 死 | 犠 打 | 犠 飛 | 四 球 | 敬 遠 | 死 球 | 三 振 | 併 殺 打 | 打 率 | 出 塁 率 | 長 打 率 | O P S |
| ---------- | ---------- | ----- | ----- | ----- | ----- | ----- | -------- | -------- | -------- | ----- | ----- | ----- | -------- | ----- | ----- | ----- | ----- | ----- | ----- | -------- | ----- | -------- | -------- | ----- |
| 1997       | ロッテ     | 135   | 595   | 499   | 66    | 130   | 14       | 7        | 1        | 161   | 30    | 56    | 16       | 38    | 5     | 49    | 0     | 4     | 49    | 4        | .261  | .329     | .323     | .651  |
| 1998       | ロッテ     | 124   | 527   | 430   | 51    | 100   | 12       | 8        | 3        | 137   | 33    | 43    | 11       | 48    | 6     | 40    | 2     | 3     | 48    | 3        | .233  | .299     | .319     | .617  |
| 1999       | ロッテ     | 130   | 586   | 482   | 64    | 135   | 18       | 10       | 3        | 182   | 40    | 31    | 15       | 42    | 2     | 57    | 4     | 3     | 59    | 2        | .280  | .358     | .378     | .736  |
| 2000       | ロッテ     | 135   | 559   | 462   | 57    | 110   | 17       | 4        | 1        | 138   | 30    | 33    | 11       | 23    | 5     | 69    | 2     | 0     | 69    | 4        | .238  | .334     | .299     | .633  |
| 2001       | ロッテ     | 140   | 657   | 550   | 79    | 144   | 16       | 8        | 1        | 179   | 35    | 32    | 9        | 22    | 7     | 77    | 0     | 1     | 70    | 8        | .262  | .350     | .325     | .675  |
| 2002       | ロッテ     | 93    | 380   | 334   | 35    | 82    | 13       | 6        | 1        | 110   | 15    | 11    | 3        | 18    | 0     | 26    | 0     | 1     | 54    | 2        | .246  | .302     | .329     | .631  |
| 2003       | ロッテ     | 134   | 592   | 516   | 67    | 133   | 21       | 7        | 3        | 177   | 40    | 27    | 7        | 19    | 3     | 53    | 1     | 1     | 84    | 5        | .258  | .326     | .343     | .669  |
| 2004       | ロッテ     | 89    | 300   | 242   | 33    | 61    | 9        | 3        | 1        | 79    | 26    | 6     | 8        | 21    | 3     | 31    | 0     | 1     | 37    | 1        | .252  | .336     | .326     | .662  |
| 2005       | ロッテ     | 118   | 367   | 321   | 64    | 91    | 14       | 6        | 4        | 129   | 31    | 26    | 11       | 10    | 1     | 29    | 0     | 6     | 47    | 3        | .283  | .353     | .402     | .755  |
| 2006       | 巨人       | 92    | 255   | 218   | 24    | 40    | 5        | 2        | 0        | 49    | 12    | 4     | 4        | 8     | 2     | 22    | 2     | 5     | 41    | 3        | .183  | .271     | .225     | .496  |
| 2007       | 巨人       | 56    | 31    | 24    | 13    | 3     | 1        | 1        | 0        | 6     | 3     | 2     | 0        | 1     | 1     | 4     | 0     | 1     | 8     | 0        | .125  | .267     | .250     | .517  |
| 2008       | 巨人       | 13    | 7     | 7     | 1     | 0     | 0        | 0        | 0        | 0     | 0     | 1     | 0        | 0     | 0     | 0     | 0     | 0     | 2     | 0        | .000  | .000     | .000     | .000  |
| 2009       | 楽天       | 105   | 213   | 176   | 19    | 40    | 3        | 1        | 1        | 48    | 8     | 7     | 4        | 17    | 1     | 18    | 0     | 0     | 31    | 1        | .227  | .297     | .273     | .570  |
| 2010       | 楽天       | 7     | 0     | 0     | 1     | 0     | 0        | 0        | 0        | 0     | 0     | 0     | 0        | 0     | 0     | 0     | 0     | 0     | 0     | 0        | ----  | ----     | ----     | ----  |
| 通算：14年 | 通算：14年 | 1371  | 5069  | 4261  | 574   | 1069  | 143      | 63       | 19       | 1395  | 303   | 279   | 99       | 267   | 36    | 475   | 11    | 26    | 599   | 36       | .251  | .327     | .327     | .655  |

- 各年度の太字はリーグ最高

### 年度別守備成績
| 年 度      | 球 団      | 二塁  | 二塁  | 二塁  | 二塁  | 二塁  | 二塁     | 三塁  | 三塁  | 三塁  | 三塁  | 三塁  | 三塁     | 遊撃  | 遊撃  | 遊撃  | 遊撃  | 遊撃  | 遊撃     |
| 年 度      | 球 団      | 試 合 | 刺 殺 | 補 殺 | 失 策 | 併 殺 | 守 備 率 | 試 合 | 刺 殺 | 補 殺 | 失 策 | 併 殺 | 守 備 率 | 試 合 | 刺 殺 | 補 殺 | 失 策 | 併 殺 | 守 備 率 |
| ---------- | ---------- | ----- | ----- | ----- | ----- | ----- | -------- | ----- | ----- | ----- | ----- | ----- | -------- | ----- | ----- | ----- | ----- | ----- | -------- |
| 1997       | ロッテ     | -     | -     | -     | -     | -     | -        | -     | -     | -     | -     | -     | -        | 135   | 197   | 459   | 14    | 86    | .979     |
| 1998       | ロッテ     | -     | -     | -     | -     | -     | -        | -     | -     | -     | -     | -     | -        | 123   | 236   | 417   | 16    | 106   | .976     |
| 1999       | ロッテ     | -     | -     | -     | -     | -     | -        | -     | -     | -     | -     | -     | -        | 130   | 230   | 421   | 13    | 84    | .980     |
| 2000       | ロッテ     | -     | -     | -     | -     | -     | -        | -     | -     | -     | -     | -     | -        | 135   | 226   | 489   | 11    | 98    | .985     |
| 2001       | ロッテ     | -     | -     | -     | -     | -     | -        | -     | -     | -     | -     | -     | -        | 140   | 252   | 492   | 16    | 99    | .979     |
| 2002       | ロッテ     | -     | -     | -     | -     | -     | -        | -     | -     | -     | -     | -     | -        | 93    | 175   | 298   | 3     | 57    | .994     |
| 2003       | ロッテ     | -     | -     | -     | -     | -     | -        | -     | -     | -     | -     | -     | -        | 134   | 226   | 483   | 8     | 86    | .989     |
| 2004       | ロッテ     | -     | -     | -     | -     | -     | -        | 1     | 1     | 0     | 0     | 0     | 1.000    | 88    | 148   | 275   | 8     | 65    | .981     |
| 2005       | ロッテ     | -     | -     | -     | -     | -     | -        | -     | -     | -     | -     | -     | -        | 112   | 142   | 290   | 3     | 64    | .993     |
| 2006       | 巨人       | 76    | 114   | 196   | 4     | 34    | .987     | -     | -     | -     | -     | -     | -        | 27    | 14    | 21    | 0     | 5     | 1.000    |
| 2007       | 巨人       | 2     | 0     | 2     | 0     | 0     | 1.000    | -     | -     | -     | -     | -     | -        | 51    | 22    | 41    | 1     | 10    | .984     |
| 2008       | 巨人       | 7     | 1     | 2     | 0     | 0     | 1.000    | 5     | 1     | 2     | 0     | 0     | 1.000    | -     | -     | -     | -     | -     | -        |
| 2009       | 楽天       | 63    | 77    | 113   | 2     | 23    | .990     | 12    | 2     | 4     | 0     | 1     | 1.000    | 34    | 33    | 69    | 0     | 15    | 1.000    |
| 2010       | 楽天       | -     | -     | -     | -     | -     | -        | 3     | 2     | 1     | 0     | 1     | 1.000    | 2     | 0     | 1     | 0     | 0     | 1.000    |
| 通算：14年 | 通算：14年 | 148   | 192   | 313   | 6     | 57    | .988     | 21    | 6     | 7     | 0     | 2     | 1.000    | 1204  | 1901  | 3756  | 93    | 775   | .984     |

- 各年度の太字はリーグ最高
- 太字年はゴールデングラブ賞受賞年

### タイトル
- 盗塁王：2回（1998年、2000年）

### 表彰
- 新人王（1997年）
- ゴールデングラブ賞：4回（遊撃手部門：1999年 - 2001年、2005年）
- 月間MVP：1回（打者部門：1997年4月）
- JA全農Go・Go賞：1回（好捕賞：2001年6月）

### 記録
初記録
- 初出場・初先発出場：1997年4月5日、対日本ハムファイターズ1回戦（東京ドーム）、「2番・遊撃手」で先発出場
- 初打席・初安打：同上、1回表に西崎幸広から中前安打
- 初打点：同上、2回表に西崎幸広から右中間2点適時二塁打
- 初盗塁：1997年4月8日、対近鉄バファローズ1回戦（大阪ドーム）、3回表に二盗（投手：高村祐、捕手：的山哲也）
- 初本塁打：1997年8月22日、対近鉄バファローズ20回戦（大阪ドーム）、1回表に岡本晃からソロ

節目の記録
- 200盗塁：2002年7月22日、対オリックス・ブルーウェーブ15回戦（千葉マリンスタジアム）、6回裏に二盗（投手：本柳和也、捕手：日高剛） ※史上63人目
- 200犠打：2003年7月12日、対オリックス・ブルーウェーブ18回戦（Yahoo! BBスタジアム）、3回表に金田政彦から投手前犠打 ※史上25人目
- 1000試合出場：2005年4月22日、対東北楽天ゴールデンイーグルス3回戦（フルキャストスタジアム宮城）、「1番・遊撃手」で先発出場 ※史上401人目
- 250盗塁：2005年6月3日、対阪神タイガース4回戦（阪神甲子園球場）、1回表に二盗（投手：安藤優也、捕手：矢野輝弘） ※史上36人目
- 1000安打：2006年4月15日、対横浜ベイスターズ5回戦（横浜スタジアム）、9回表に仁志敏久の代打で出場、木塚敦志から左中間二塁打 ※史上239人目
- 250犠打：2007年3月30日、対横浜ベイスターズ1回戦（横浜スタジアム）、4回表に三浦大輔から投手前犠打 ※史上10人目

その他の記録
- 新人シーズン56盗塁数：1997年 ※史上最多[3]
- 40盗塁・40犠打：1998年 ※史上初[3]
- 新人から5年連続30盗塁（1997年 - 2001年）※史上2人目[3]
- シーズン守備率.994：2002年 ※パ・リーグ遊撃手記録
- オールスターゲーム出場：5回（1997年、1999年、2000年、2001年、2003年）

### 背番号
- 00（1997年）
- 1（1998年 - 2005年）
- 2（2006年）
- 6（2007年 - 2008年）
- 32（2009年 - 2010年）
- 86（2011年 - 2013年）
- 85（2014年 - 2016年）
- 70（2017年）
- 74（2018年 - 2023年）

### 登場曲
- 「オブラディオブラダ（レゲエバージョン）」インナー・サークル（2009年）
- 「FIGHTING BULL」TAK MATSUMOTO（2010年）

## 関連情報

### テレビ出演
- プロ野球オールスタースポーツフェスティバル（2002年1月6日、2003年1月5日、2004年1月4日、日本テレビ）[27]
- アストロ球団 第1話、第2話（2005年8月10日、17日、テレビ朝日）[27]

### CM出演
- モナ王 ロッテ[27]